# Ex Corde Ecclesiae
Ex Corde Ecclesiae (em português:  Do Coração da Igreja) é uma constituição apostólica promulgada pelo Papa João Paulo II a 15 de agosto de 1990, que entrou em vigor em 1991, com o objetivo de definir e refinar o catolicismo das instituições católicas de ensino superior. As instituições recentes que declaram ser católicas, necessitam da afirmação da "Santa Sé, por uma conferência episcopal ou outra assembleia da hierarquia católica, ou por um bispo de uma diocese".